# Константа на Ойлер – Маскерони
Константата на Ойлер – Маскерони (наричана още константа на Ойлер) е математическа константа, появяваща се в математическия анализ и теорията на числата, обикновено обозначавана с гръцката буква гама (γ).
Определя се като сходящата разлика между хармоничен ред и естествен логаритъм:
{\displaystyle {\begin{aligned}\gamma &=\lim _{n\to \infty }\left(-\ln n+\sum _{k=1}^{n}{\frac {1}{k}}\right)\\[5px]&=\int _{1}^{\infty }\left({\frac {1}{\lfloor x\rfloor }}-{\frac {1}{x}}\right)\,dx.\end{aligned}}}
Тук ⌊x⌋ представлява функция скобка.
Числената стойност на константата на Ойлер – Маскерони до 50-ия знак след десетичната запетая е:
0,57721 56649 01532 86060 65120 90082 40243 10421 59335 93992 …

## История
Константата се появява за пръв път през 1734 г. в труд на швейцарския математик Леонард Ойлер, озаглавен De Progressionibus harmonicis observationes. Ойлер използва означенията C и O за константата. През 1790 г. италианският математик Лоренцо Маскерони използва нотациите A и a за константата. Обозначението γ не присъства никъде в писанията на Ойлер или Маскерони и е избрано по-късно, вероятно заради връзката на константата с гама-функцията. Например, немският математик Карл Антон Бретшнайдер използва означението γ през 1835 г., а Огъстъс Де Морган го използва в учебник, публикуван на части от 1836 до 1842 г.

## Проявления
Константата на Ойлер – Маскерони се проявява в следните места ('*' означава, че този запис съдържа подробно уравнение):
- Изрази, включващи интегрална показателна функция*
- Трансформацията на Лаплас за естествен логаритъм
- Първото условие на разширението на реда на Лоран за дзета-функцията на Риман*
- Изчисления на дигама-функция
- Формула за прозиведение на гама-функция
- Неравенство за функцията на Ойлер
- Нарастването на сигма-функцията
- В регулация на измеренията в диаграмата на Файнман
- Третата от теоремите на Мертенс*
- Решение от втори вид на уравнението на Бесел
- В регулацията на хармоничните редове като крайна стойност
- Осредняването на разпределението на Гумбел
- В ентропията на Шанън при разпределенията на Уейбъл и Леви и, имплицитно, на разпределението хи-квадрат за една или две степени на свобода
- В някои формулировки на закона на Ципф
- В определението на косинусовия интеграл*
- В долните граници на интервалите между простите числа

## Свойства
Числото γ все още не е доказано, че е алгебрично или трансцендентно. Всъщност, не се знае дали γ е ирационално. Анализ на верижната дроб показва, че ако γ е рационално, то знаменателят му трябва да е по-голям от 10242080. Вездесъщността на γ, доказана от големия брой уравнения по-долу, прави ирационалността на γ голям отворен въпрос в математиката.

### Връзка с гама-функцията
γ е свързана с дигама-функцията Ψ и следователно производната на гама функцията Γ, когато и двете функции се изчисляват с 1. Оттук:
{\displaystyle -\gamma =\Gamma '(1)=\Psi (1).}
Това е равно на границите:
{\displaystyle {\begin{aligned}-\gamma &=\lim _{z\to 0}\left(\Gamma (z)-{\frac {1}{z}}\right)\\&=\lim _{z\to 0}\left(\Psi (z)+{\frac {1}{z}}\right).\end{aligned}}}
По-нататъшните резултати за границите са:
{\displaystyle {\begin{aligned}\lim _{z\to 0}{\frac {1}{z}}\left({\frac {1}{\Gamma (1+z)}}-{\frac {1}{\Gamma (1-z)}}\right)&=2\gamma \\\lim _{z\to 0}{\frac {1}{z}}\left({\frac {1}{\Psi (1-z)}}-{\frac {1}{\Psi (1+z)}}\right)&={\frac {\pi ^{2}}{3\gamma ^{2}}}.\end{aligned}}}
Граница, свързана с бета-функцията (изразена спрямо гама-функции) е
{\displaystyle {\begin{aligned}\gamma &=\lim _{n\to \infty }\left({\frac {\Gamma \left({\frac {1}{n}}\right)\Gamma (n+1)\,n^{1+{\frac {1}{n}}}}{\Gamma \left(2+n+{\frac {1}{n}}\right)}}-{\frac {n^{2}}{n+1}}\right)\\&=\lim \limits _{m\to \infty }\sum _{k=1}^{m}{m \choose k}{\frac {(-1)^{k}}{k}}\ln {\big (}\Gamma (k+1){\big )}.\end{aligned}}}

### Връзка с дзета-функцията
γ може също да бъде изразена като безкрайна сума, чиито условия включват дзета-функция на Риман, изчислена с положителни цели числа:
{\displaystyle {\begin{aligned}\gamma &=\sum _{m=2}^{\infty }(-1)^{m}{\frac {\zeta (m)}{m}}\\&=\ln {\frac {4}{\pi }}+\sum _{m=2}^{\infty }(-1)^{m}{\frac {\zeta (m)}{2^{m-1}m}}.\end{aligned}}}
Други редове, свързани с дзета-функцията включват:
{\displaystyle {\begin{aligned}\gamma &={\tfrac {3}{2}}-\ln 2-\sum _{m=2}^{\infty }(-1)^{m}\,{\frac {m-1}{m}}{\big (}\zeta (m)-1{\big )}\\&=\lim _{n\to \infty }\left({\frac {2n-1}{2n}}-\ln n+\sum _{k=2}^{n}\left({\frac {1}{k}}-{\frac {\zeta (1-k)}{n^{k}}}\right)\right)\\&=\lim _{n\to \infty }\left({\frac {2^{n}}{e^{2^{n}}}}\sum _{m=0}^{\infty }{\frac {2^{mn}}{(m+1)!}}\sum _{t=0}^{m}{\frac {1}{t+1}}-n\ln 2+O\left({\frac {1}{2^{n}\,e^{2^{n}}}}\right)\right).\end{aligned}}}
Условието на грешката в последното уравнение е бързо намаляваща функция на n. В резултат на това, формулата е подходяща за ефективно изчисление на константата с висока точност.
Други интересни граници, равняващи се на константата на Ойлер – Маскерони са асиметричната граница:
{\displaystyle {\begin{aligned}\gamma &=\lim _{s\to 1^{+}}\sum _{n=1}^{\infty }\left({\frac {1}{n^{s}}}-{\frac {1}{s^{n}}}\right)\\&=\lim _{s\to 1}\left(\zeta (s)-{\frac {1}{s-1}}\right)\\&=\lim _{s\to 0}{\frac {\zeta (1+s)+\zeta (1-s)}{2}}\end{aligned}}}
и формулата на Вале-Пусен:
{\displaystyle \gamma =\lim _{n\to \infty }{\frac {1}{n}}\,\sum _{k=1}^{n}\left(\left\lceil {\frac {n}{k}}\right\rceil -{\frac {n}{k}}\right)}
където {\displaystyle \lceil \,\rceil } са скобите на функцията скобка.
Тясно свързано с това е изразът на рационалните дзета редове. Взимайки отделно първите няколко условия на горните редове, може да се направи оценка за границата на класическия ред:
{\displaystyle \gamma =\sum _{k=1}^{n}{\frac {1}{k}}-\ln n-\sum _{m=2}^{\infty }{\frac {\zeta (m,n+1)}{m}},}
къдетоζ(s,k) е дзета-функцията на Хурвиц. Сборът в това уравнение включва хармонични числа, Hn. Разширявайки условията в дзета-функцията на Хурвиц, се получава:
{\displaystyle H_{n}=\ln(n)+\gamma +{\frac {1}{2n}}-{\frac {1}{12n^{2}}}+{\frac {1}{120n^{4}}}-\varepsilon ,}
където 0 < ε < 1252n6.

### Интеграли
γ е равна на стойността на число от определени интеграли:
{\displaystyle {\begin{aligned}\gamma &=-\int _{0}^{\infty }e^{-x}\ln x\,dx\\&=-\int _{0}^{1}\ln \left(\ln {\frac {1}{x}}\right)dx\\&=\int _{0}^{\infty }\left({\frac {1}{e^{x}-1}}-{\frac {1}{x\cdot e^{x}}}\right)dx\\&=\int _{0}^{1}\left({\frac {1}{\ln x}}+{\frac {1}{1-x}}\right)dx\\&=\int _{0}^{\infty }\left({\frac {1}{1+x^{k}}}-e^{-x}\right){\frac {dx}{x}},\quad k>0\\&=\int _{0}^{1}H_{x}\,dx,\end{aligned}}}
където Hx е дробното хармонично число.
Определени интеграли, в които се появява γ, са:
{\displaystyle {\begin{aligned}\int _{0}^{\infty }e^{-x^{2}}\ln x\,dx&=-{\frac {(\gamma +2\ln 2){\sqrt {\pi }}}{4}}\\\int _{0}^{\infty }e^{-x}\ln ^{2}x\,dx&=\gamma ^{2}+{\frac {\pi ^{2}}{6}}.\end{aligned}}}
γ може да се изрази и така:
{\displaystyle {\begin{aligned}\gamma &=\int _{0}^{1}\int _{0}^{1}{\frac {x-1}{(1-xy)\ln xy}}\,dx\,dy\\&=\sum _{n=1}^{\infty }\left({\frac {1}{n}}-\ln {\frac {n+1}{n}}\right).\end{aligned}}}
Интересно сравнение с двойния интеграл и променливият ред е:
{\displaystyle {\begin{aligned}\ln {\frac {4}{\pi }}&=\int _{0}^{1}\int _{0}^{1}{\frac {x-1}{(1+xy)\ln xy}}\,dx\,dy\\&=\sum _{n=1}^{\infty }\left((-1)^{n-1}\left({\frac {1}{n}}-\ln {\frac {n+1}{n}}\right)\right).\end{aligned}}}
То показва, че ln 4π може да бъде считано като „променлива Ойлерова константа“.
Двете константи също често се свързва от чифта редове
{\displaystyle {\begin{aligned}\gamma &=\sum _{n=1}^{\infty }{\frac {N_{1}(n)+N_{0}(n)}{2n(2n+1)}}\\\ln {\frac {4}{\pi }}&=\sum _{n=1}^{\infty }{\frac {N_{1}(n)-N_{0}(n)}{2n(2n+1)}},\end{aligned}}}
където N1(n) и N0(n) са броя единици и нули, съответно, в двоично разширение на n.

### Разширение на редове
Ойлер показва, че следният безкраен ред приближава γ:
{\displaystyle \gamma =\sum _{k=1}^{\infty }\left({\frac {1}{k}}-\ln \left(1+{\frac {1}{k}}\right)\right).}
Редът за γ е еквивалентен на реда на Нилсен, открит през 1897 г.:
{\displaystyle \gamma =1-\sum _{k=2}^{\infty }(-1)^{k}{\frac {\left\lfloor \log _{2}k\right\rfloor }{k+1}}.}
През 1910 г. Джовани Вака открива тясно свързаните редове:
{\displaystyle {\begin{aligned}\gamma &=\sum _{k=2}^{\infty }(-1)^{k}{\frac {\left\lfloor \log _{2}k\right\rfloor }{k}}\\[5pt]&={\tfrac {1}{2}}-{\tfrac {1}{3}}+2\left({\tfrac {1}{4}}-{\tfrac {1}{5}}+{\tfrac {1}{6}}-{\tfrac {1}{7}}\right)+3\left({\tfrac {1}{8}}-{\tfrac {1}{9}}+{\tfrac {1}{10}}-{\tfrac {1}{11}}+\cdots -{\tfrac {1}{15}}\right)+\cdots ,\end{aligned}}}
където log2 е двоичен логаритъм, а ⌊ ⌋ функция скобка.
През 1926 г. той намира втори ред:
{\displaystyle {\begin{aligned}\gamma +\zeta (2)&=\sum _{k=2}^{\infty }\left({\frac {1}{\left\lfloor {\sqrt {k}}\right\rfloor ^{2}}}-{\frac {1}{k}}\right)\\[5pt]&=\sum _{k=2}^{\infty }{\frac {k-\left\lfloor {\sqrt {k}}\right\rfloor ^{2}}{k\left\lfloor {\sqrt {k}}\right\rfloor ^{2}}}\\[5pt]&={\frac {1}{2}}+{\frac {2}{3}}+{\frac {1}{2^{2}}}\sum _{k=1}^{2\cdot 2}{\frac {k}{k+2^{2}}}+{\frac {1}{3^{2}}}\sum _{k=1}^{3\cdot 2}{\frac {k}{k+3^{2}}}+\cdots \end{aligned}}}
От разширението на логаритъма на гама-функцията на Малмстен-Кумер се получава:
{\displaystyle \gamma =\ln \pi -4\ln \left(\Gamma ({\tfrac {3}{4}})\right)+{\frac {4}{\pi }}\sum _{k=1}^{\infty }(-1)^{k+1}{\frac {\ln(2k+1)}{2k+1}}.}
Важно разширение за константата на Ойлер се дължи на Грегорио Фонтана и Лоренцо Маскерони:
{\displaystyle \gamma =\sum _{n=1}^{\infty }{\frac {|G_{n}|}{n}}={\frac {1}{2}}+{\frac {1}{24}}+{\frac {1}{72}}+{\frac {19}{2880}}+{\frac {3}{800}}+\cdots ,}
където Gn са коефициенти на Грегъри.
Друго важно разширение с коефициенти на Грегъри, включващо константата на Ойлер е:
{\displaystyle {\begin{aligned}H_{n}&=\gamma +\ln n+{\frac {1}{2n}}-\sum _{k=2}^{\infty }{\frac {(k-1)!|G_{k}|}{n(n+1)\cdots (n+k-1)}},&&n=1,2,\ldots ,\\&=\gamma +\ln n+{\frac {1}{2n}}-{\frac {1}{12n(n+1)}}-{\frac {1}{12n(n+1)(n+2)}}-{\frac {19}{120n(n+1)(n+2)(n+3)}}-\cdots &&\end{aligned}}}
и конвергира за всички n.
Редове от прости числа:
{\displaystyle \gamma =\lim _{n\to \infty }\left(\ln n-\sum _{p\leq n}{\frac {\ln p}{p-1}}\right).}
Редове, свързани с квадратни корени:
{\displaystyle \gamma =\lim _{n\to \infty }\left(\sum _{k=1}^{n}{\frac {1}{k}}-\ln {\sqrt {\sum _{k=1}^{n}k}}\,\right)-{\frac {\ln 2}{2}}.}

### Асимптотични разширения
γ се равнява на следните асимптотични формули (kydeto Hn е n-тото хармонично число):
{\displaystyle \gamma \sim H_{n}-\ln n-{\frac {1}{2n}}+{\frac {1}{12n^{2}}}-{\frac {1}{120n^{4}}}+\cdots }
{\displaystyle \gamma \sim H_{n}-\ln \left({n+{\frac {1}{2}}+{\frac {1}{24n}}-{\frac {1}{48n^{3}}}+\cdots }\right)}
{\displaystyle \gamma \sim H_{n}-{\frac {\ln n+\ln(n+1)}{2}}-{\frac {1}{6n(n+1)}}+{\frac {1}{30n^{2}(n+1)^{2}}}-\cdots }
Третата формула се нарича също разширение на Рамануджан.

### Експонента
Константата eγ е важна в теорията на числата. Някои автори обозначават тази величина просто като γ′. eγ е равно на следната граница, където pn е n-тото просто число:
{\displaystyle e^{\gamma }=\lim _{n\to \infty }{\frac {1}{\ln p_{n}}}\prod _{i=1}^{n}{\frac {p_{i}}{p_{i}-1}}.}
Това потвърждава третата от теоремите на Мартенс. Числената стойност на eγ е:
1,78107 24179 90197 98523 65041 03107 17954 91696 45214 30343 …
Други безкрайни произведения, свързани с eγ, включват:
{\displaystyle {\begin{aligned}{\frac {e^{1+{\frac {\gamma }{2}}}}{\sqrt {2\pi }}}&=\prod _{n=1}^{\infty }e^{-1+{\frac {1}{2n}}}\left(1+{\frac {1}{n}}\right)^{n}\\{\frac {e^{3+2\gamma }}{2\pi }}&=\prod _{n=1}^{\infty }e^{-2+{\frac {2}{n}}}\left(1+{\frac {2}{n}}\right)^{n}.\end{aligned}}}
Също така, имаме:
{\displaystyle e^{\gamma }={\sqrt {\frac {2}{1}}}\cdot {\sqrt[{3}]{\frac {2^{2}}{1\cdot 3}}}\cdot {\sqrt[{4}]{\frac {2^{3}\cdot 4}{1\cdot 3^{3}}}}\cdot {\sqrt[{5}]{\frac {2^{4}\cdot 4^{4}}{1\cdot 3^{6}\cdot 5}}}\cdots }
където n-тата степен е (n + 1)-тият корен на
{\displaystyle \prod _{k=0}^{n}(k+1)^{(-1)^{k+1}{n \choose k}}.}